# قائمة الاعتداءات الإسرائيلية وضحايا الحرب على غزة

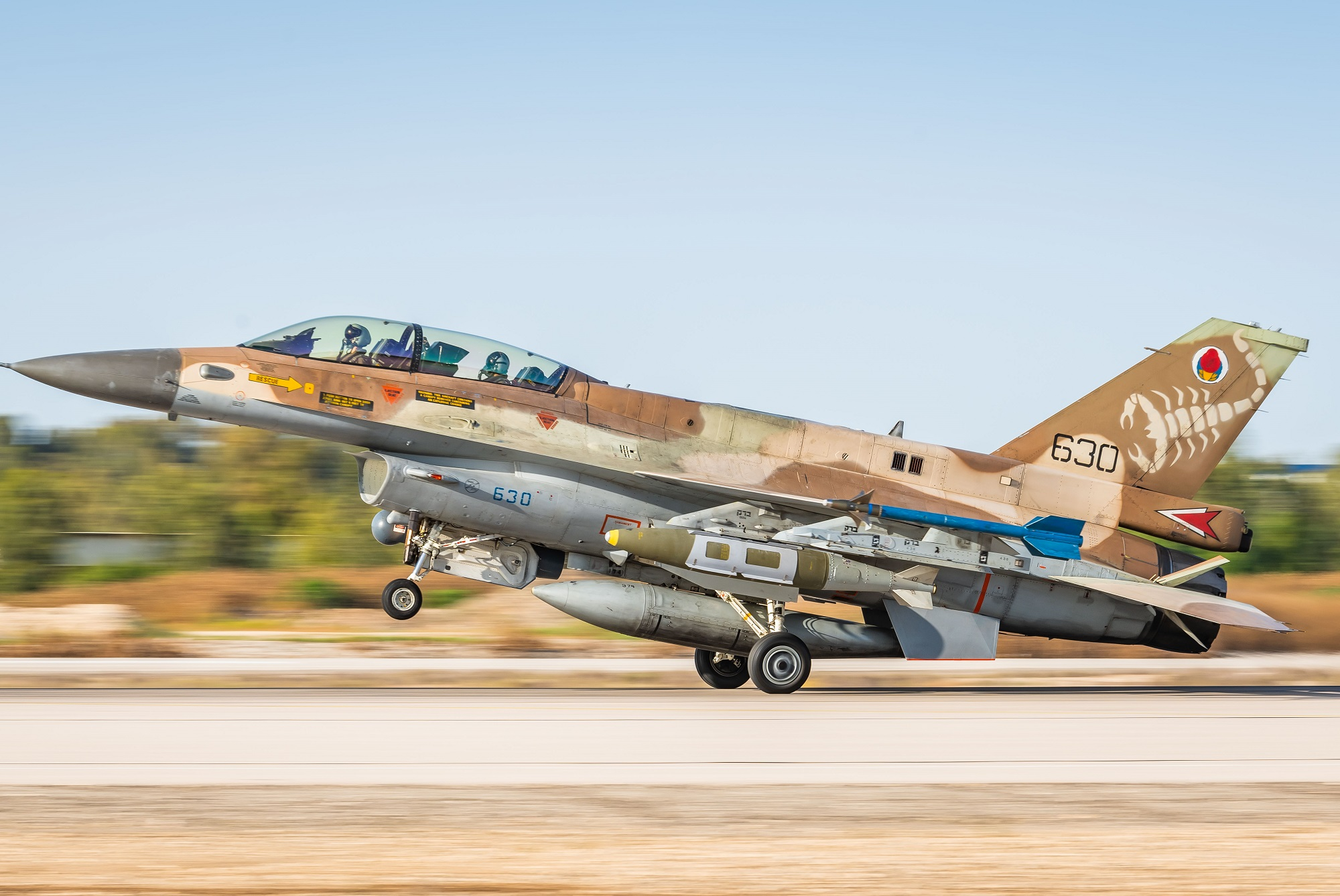
طائرة تابعة لسلاح الجو الإسرائيلي من طراز F-16 تقلع بالذخيرة الموجهة لضرب أهداف في قطاع غزة

وقعت خسائر مدنية جماعية جراء القصف الإسرائيلي والهجمات الصاروخية على قطاع غزة في الصراع الإسرائيلي الفلسطيني، حيث تسببت الغارات الإسرائيلية على قطاع غزة في سقوط العديد من القتلى المدنيين، وقامت إسرائيل بعدة عمليات عسكرية عدائية ضد قطاع غزة، بما في ذلك مجزرة غزة عام 2008، والحرب على غزة في 2012 والحرب على غزة في 2014 والحرب على غزة في 2021. والحرب على غزة في 2023.

## 2002
في 22 يوليو / تموز 2002 ، ألقت طائرة إسرائيلية من طراز F-16 قنبلة تزن طنًا واحدًا على الشقة المكونة من ثلاثة طوابق حيث كان صلاح شحادة وعائلته، مع العديد من العائلات الأخرى يسكنون في وسط حي الدراج السكني في مدينة غزة المليئ بالعديد من المنازل الأخرى والعمارات سكنية. وبلغ عدد القتلى 17 شخصاً، منهم 15 مدنياً و 11 طفلاً. بالإضافة إلى شحادة وحارسه، ومقتل 15 من السكان، وأصيب 150 آخرون بأضرار جانبية. وصرح وزير الدفاع الإسرائيلي آنذاك، بنيامين بن اليعازر، أن معلوماتهم تشير إلى عدم وجود مدنيين في المبنى في ذلك الوقت. اعترف دان حالوتس، وهو آخر عام، أنه عند اتخاذ القرار، كان كل من الحكومة والجيش الإسرائيلي على علم تام بأن زوجة شحادة كانت معه، لكنهما مضى قدماً في العملية مع ذلك.
والقتلى المدنيون هم:
1. ليلى شحادة (41 سنة).
2. ابنتها إيمان (14 سنة).
3. زاهر نصار (37 سنة).
4. منى فهمي حويت (30).
5. طفلتها صبحي (4 أعوام).
6. ولدها محمد (3).
7. محمد الشوا (40 عاما).
8. نجله أحمد
9. إيمان حسن ماطر (27).
10. طفلتها دنيا (5 سنوات).
11. ابنها محمد (4 سنوات).
12. ابنها أيمن (1).
13. علاء محمد ماطر (11).
14. داليا ماطر (6).
15. دنيا رامي ماطر

## 2009

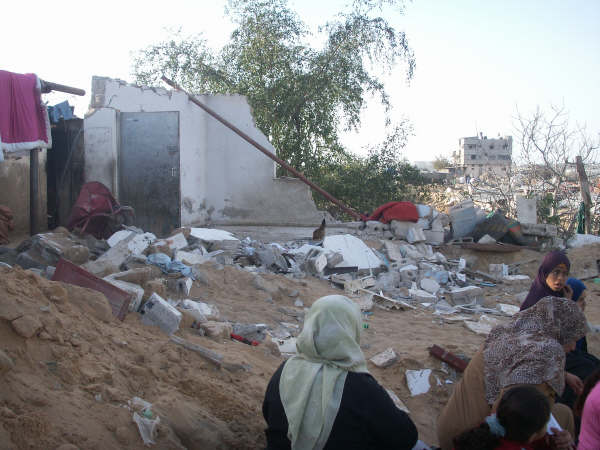
مجزرة عائلة السموني

وقعت مجزرة عائلة السموني في 5 يناير / كانون الثاني 2009 أثناء عملية الرصاص المصبوب، بعد طرد أفراد من عائلة السموني من منازلهم وطلب منهم الانتقال إلى مبنى آخر. في مداهمة فجر اليوم الرابع، تم استهداف أحد منازل السموني بالقنابل اليدوية والرصاص الحي، مما ادى لمقتل عطية السموني وجرح الطفل أحمد البالغ من العمر 4 سنوات، الذي حُرم من العلاج. أحد رجال العائلة كان يجيد اللغة العبرية من العمل كميكانيكي في إسرائيل لمدة 35 عامًا وقدموا أفراد عائلة السموني إلى جنود جفعاتي. تم تعصيب أعين الرجال واقتيادهم بعيدًا، وفي النهاية تم حصر 100 شخص، معظمهم من النساء والأطفال، في مستودع من الأسمنت لتخزين الفاكهة والخضروات. في اليوم التالي تعرضت الأخيرة لقصف مدفعي وصواريخ إما من طائرة بدون طيار أو مروحية أباتشي في سماء المنطقة، مما أسفر عن مقتل 21 فردًا من عائلة وائل السموني وإصابة عشرات آخرين بجروح. س
أظهر السجل الأولي في مستشفى الشفاء أن 39 فرداً من السموني يحتاجون إلى علاج طارئ.

### ما بعد المجزرة
على الرغم من التحقيقات التي أجرتها وحدة القيادة الداخلية ووحدة تحقيقات الشرطة العسكرية، وبحسب بتسيلم فإنه لم يظهر أي سبب على الإطلاق للقصف. في مايو 2012 ذكرت ماجور دوريت توفال ماجور ماج أن التحقيقات استبعدت الادعاءات بأن المدنيين تعرضوا للأذى المتعمد أو ضحايا الإهمال الجنائي. خلال الفترة المذكورة، وجهوا لائحة اتهام ضد جندي بسرقة بطاقة ائتمان مدني فلسطيني، وآخر بتهمة استخدام صبي يبلغ من العمر 9 سنوات كدرع بشري، والثالث بقتل فلسطيني مجهول الهوية.

### مجزرة مدرسة الفاخورة
مجزرة مدرسة الفاخورة هي مجزرة ارتكبت من قبل القوات الإسرائيلية بتاريخ 6 يناير 2009، خلال الهجوم على غزة (ديسمبر 2008)، راح ضحية هذه المجزرة 43 شهيد كانوا لاجئين في مدرسة الفاخورة التابعة للأونروا.
ضحايا مجزرة المدرسة: -
1. شما الديب (أم)
2. سمير الديب (ابن شامة)
3. محمد ديب بن سمير (23).
4. فاطمة ديب ادم (20)
5. عصام ديب ادم (14)
6. محمد ديب (15 عاما)
7. مصطفى ديب (13)
8. أصيل ديب (8)
9. نور ديب (4 سنوات)

- وسقطت قذائف الهاون الثلاث الأخرى على المدرسة الخارجية للأونروا.

#### التحقيقات
خلصت بعثة غولدستون إلى أن إطلاق قذائف الهاون على منطقة كان فيها 1368 شخصًا مكتظًا، في مدرسة قريبة تابعة للأونروا، من أجل قتل عدد صغير من المسلحين (وفق ما زعمت إسرائيل) لاحقًا أن قذيفة هاون أطلقت على قواتها من مكان ما في تلك المنطقة - لا يمكن استيفاء شروط التناسب لضمان الميزة العسكرية المكتسبة من خلال ذلك.

## 2014
قامت إسرائيل بشن عملية «الجرف الصامد» في 8 تموز / يوليو 2014، حيثُ أعلنت إسرائيل أنها ستضرب منازل ناشطين فلسطينيين بارزين في غزة ومساكن كانت تعتبر مراكز عمليات. ولتجنب وقوع إصابات، نصت على إجراء طرق للطرق على الأسطح وتحذيرات هاتفية مسبقًا لتنبيه المدنيين بالداخل للإخلاء في غضون 5 دقائق. في اليومين الأولين، تعرض 11 منزلاً من هذا النوع للهجوم بهذه الطريقة. وفقًا لمنظمة بتسيلم الإسرائيلية غير الحكومية، فإن هذا التكتيك يتعارض مع القانون الإنساني الدولي.

### منزل عائلة كوارع
حوالي الساعة 1:30 من بعد ظهر يوم 8 يوليو / تموز 2014، أُبلغت العائلات في مجمع شقق أحمد كوارع بقصف وشيك لمنزلهم المكون من 3 طوابق من 7 طوابق، وأمروا بالمغادرة. وكان أحد الأبناء، وهو عودة كوارع، عضوا في الجناح العسكري لحركة حماس. انتظر أفراد الأسرة وبعض الجيران في الخارج. بعد ساعة وعشرين دقيقة، في الساعة 2:50 بعد الظهر، لوحظ أن صاروخ أطلقته طائرة بدون طيار أصاب خزان المياه بالطاقة الشمسية في المبنى على السطح. بعد انتظار عدة دقائق دخل عدة أفراد من العائلة والجيران المنزل ووصل أربعة منهم إلى السطح. في غضون عشر دقائق، الساعة 3:00 مساءً، أطلقت مقاتلة من طراز F-16 صاروخًا أصاب المبنى، مما أدى إلى انهياره.
الضحايا المدنيون الثمانية في الهجوم، بينهم ستة أطفال، هم: -
1. سراج إياد عبد العال (8)
2. باسم سالم كوارع (10)
3. عبد الله محمد كوارع (12).
4. قاسم جابر عدوان كوارع (12).
5. محمد علي كوارع (13).
6. حسين يوسف كوارع (13)
7. عمار محمد جودة (20).
8. محمد إبراهيم كوارع (50).

### بيت عائلة حمد
في الساعة 11:40 مساءً من نفس اليوم، 8 يوليو / تموز 2014، ومع موعد نوم الأسرة، تم قصف منزل حافظ حمد في بيت حانون دون أي تحذير مسبق، بحسب بتسيلم. كان حمد عضوًا في الجناح العسكري لحركة الجهاد الإسلامي، وكان التفجير اغتيالًا مستهدفًا.
وسقط 6 ضحايا بينهم خمسة مدنيين: -
1. دنيا مهدي حمد، 16 عاما، الابنة المراهقة لمهدي حمد.
2. سهى حمد (زوجة حافظ) (25).
3. حافظ حمد، 30 عاما، من الجهاد الإسلامي.
4. إبراهيم محمد حمد (26).
5. مهدي محمد حمد (46).
6. فوزية خليل حمد (62).

### قصف شاطئ غزة
في الساعة 11:30 من مساء 9 يوليو 2014، خلال المرحلة الافتتاحية للهجوم الإسرائيلي على قطاع غزة، تجمع 9 شبان في مقهى فن تايم الذي تديره عائلة الصوالي على شاطئ البحر في العزبة، بالقرب من خان يونس. حيث كانت تعرض مباراة بين الأرجنتين وهولندا في الأدوار الإقصائية لكأس العالم كأس العالم 2014 عندما دمر صاروخ إسرائيلي المقهى.
وسقط ضحايا وهم:
1. محمد فوانة
2. احمد الاسطل (18)
3. سليمان اسطل (16)
4. موسى (16) ابن عم الاخوة اسطل
5. محمد جنان (35)
6. إبراهيم جنان (25)
7. حمدي صوالح (20)
8. إبراهيم صوالح (28)
9. سليم صوالح (23)

### عائلة زعرب
قرابة منتصف ليل 1 أغسطس / آب 2014، ودون سابق إنذار، ضربت غارة جوية إسرائيلية منزل رأفت عودة محمد زعرب في غرب رفح مما أسفر عن سقوط 15 ضحية من أفراد الأسرة و 4 نساء و 11 طفلاً، وأصيب 4 أشخاص آخرين في المبنى في ذلك الوقت.

## 2019

### عائلة المدهون
في وقت متأخر من ظهر يوم الأحد الموافق 5/5/2019، استهدفت غارة جوية مجمع في حي العطاطرة يضم بقالة و 3 وحدات سكنية تملكها وتسكنها عائلة المدهون الممتدة في القطاع الغربي من بيت لاهيا. استشهد 3 من افراد الاسرة وجار جراء القصف الصاروخي.
1. عبد الرحيم المدهون، 60 عاما، يعمل في بقالة
2. عبد الله المدهون (21 عاما) ابنه.
3. أماني المدهون، 36 عاما، زوجة ابن عبد الرحيم المدهون، حامل في شهرها التاسع وأم لأربعة أطفال.
4. فادي بدران، 33 عاما، من جيران آل المدهون.

### إستهداف عمارة عائلة زعرب
في 5 مايو 2019 في تمام الساعة 5:40 مساءً، أصابت ثلاثة صواريخ إسرائيلية، بما في ذلك قنبلة موجهة من سلسلة GBU-39، الطوابق السفلية من عمارة عائلة زعرب المكون من ست طوابق في رفح. وذكر حساب تويتر للجيش الإسرائيلي أنهم ضربوا «نشطاء إرهابيين» في ذلك الوقت. وبحسب هيومن رايتس ووتش قال أن الضحايا الثلاثة كانوا من المدنيين.
1. علي عبد الجواد (50 عاما) مدرس لغة إنجليزية توفي عندما أصاب الصاروخ الأول مركز الدروس الخصوصية في الطابق الأول.
2. موسى معمر (35 عاما) صاحب المبنى.
3. هاني أبو الشعر (37).

### عائلة الغزالي / عائلة الجديان
بعد ثلاث ساعات من غارة المدهون، في الساعة الثامنة من مساء يوم الأحد 5 مايو 2019، ضربت غارة جوية إسرائيلية على مبنى في مجمع الشيخ زايد السكني في بيت لاهيا ستة مدنيين من عائلتين تقيمان في الطابق الخامس العلوي. الضحايا هم:
1. أحمد الغزالي، 30 عاما، يعمل في مصنع عصير الفاكهة
2. إيمان أسراف (29 عاما). كان أشرف ضابط شرطة [28] أو مستشارًا قانونيًا لوزارة الداخلية في غزة.
3. مارية، ابنتهما، (3 أشهر)
4. طلال أبو الجديان (48)
5. رغدة أبو الجديان (46)
6. عبد الرحمن أبو الجديان وطفله 11 عام

## 2021
وقعت عدة مجازر بحق السكان المدنيين في قطاع غزة أثناء عملية حارس الأسوار التي بدأت في شهر مايو من عام 2021.
وبلغ عدد ضحايا القصف الإسرائيلي على القطاع إلى 232 بينهم 65 طفلاً و39 سيدة و1910 مصابين ومن بين الإصابات، 560 طفلا، و380 سيدة، و91 مُسنّا.

### مجزرة شارع الوحدة
وأدى القصف الإسرائيلي إلى ارتكاب مجزرة شارع الوحدة حيث وقعت في يوم الأحد الموافق 16 مايو 2021 وبعد منتصف الليل قام سلاح الطيران الإسرائيلي بشن سلسلة من الغارات على شارع الوحدة الواقع في وسط قطاع غزة واستمر القصف الإسرائيلي على شارع الوحدة حتى ساعات الفجر الأولى ونجم عن ذلك استشهاد 46 مواطناً، من بينهم عشرة نساء وثمانية أطفال، بالإضافة إلى خمسين إصابة، بجراح مختلفة معظمهم من الأطفال والسيدات، في استهداف عدة منازل في شارع الوحدة وسط مدينة غزة. واستهدف القصف عائلة الكولك وبناءً على أقوال الناجيين ووزارة الصحة الفلسطينية فإن كافة افراد عائلة الكولك وعائلة أبو العوف استشهدوا في هذه المذبحة.

#### عائلة الكولك
أسماء ضحايا عائلة الكولك:
1. عبد الحميد فواز الكولك 22 عاما
2. أمين محمد الكولك 85 عاما
3. محمد عوني الكولك17 عاما
4. آيات إبراهيم الكولك19 عاما
5. احمد شكري الكولك 17 عاما
6. ريهام فواز الكولك 30 عاما
7. فواز شكري الكولك 55 عاما
8. أمل جميل الكولك 34 عاما
9. سامح فواز الكولك 28 عاما
10. سعدية يوسف الكولك 28 عاما
11. عزت معين الكولك 44 عاما
12. الطفل آدم عزت الكولك 3 أعوام
13. الرضيع قصي سامح الكولك عام واحد
14. الطفل آدم عزت الكولك 3 أعوام
15. الطفل زيد عزت الكولك 8 أعوام
16. طاهر شكري الكولك 23 عاما
17. حلا محمد الكولك
18. دعاء عمر الكولك
19. بهاء أمين الكولك
20. هناء شكري الكولك
21. ختام موسى الكولك

#### عائلة أبو العوف
أسماء ضحايا عائلة أبو العوف:
1. الدكتور في قسم الباطنة أيمن أبو العوف 50 عاما
2. الدكتور توفيق إسماعيل أبو العوف
3. مجدية خليل أبو العوف
4. ريم أحمد أبو العوف
5. توفيق أيمن أبو العوف
6. الطلفة تالا أيمن أبو العوف
7. صبحية إسماعيل أبو العوف
8. شيماء علاء أبو العوف
9. روان علاء أبو العوف

#### عائلة الإفرنجي
أسماء ضحايا عائلة الإفرنجي:
1. رجاء صبحي الإفرنجي
2. الطفلة ديمة رامي الإفرنجي
3. الطفل يزن رامي الإفرنجي
4. الطفل أمير رامي الإفرنجي
5. الطفلة ميرا رامي الإفرنجي

## 2023
في صباح يوم السبت الموافق 7 أكتوبر 2023 بدأت عملية طوفان الأقصى بين قوات المقاومة وقوات الإحتلال الإسرائيلي التي عمدت إلى إبادة العائلات الفلسطينية وتدمير الأحياء بشكل كامل، ولليوم الحادي عشر بعد المئة ما زالت أعداد الشهداء والجرحى تزداد، حيث بلغ إجمالي الشهداء -حسب وزارة الصحة في غزّة- 25,964,110 شهيد.
وهذا كله أدى لمسح حوالي 55 عائلة من السجل المدني في غزة ومنها:
1. عائلة شهاب التي استشهد منها 45 شخص ( 11 رجل و 25 طفل و 9 نساء).
2. عائلة قنن التي استشهد منها 10 أفراد.
3. عائلة أبو قوطة التي استشهد منها 19 شخص.
4. عائلة شعبان التي استشهد منها 6 أشخاص "العائلة بأكملها".
5. عائلة المدهون التي استشهد منها 14 شخص.
6. عائلة أبو ركاب التي استشهد منها 11 شخص "العائلة بأكملها".
7. عائلة البردويل التي استشهد منها 10 أشخاص.
8. عائلة العجرمي التي اسنشهد منها 13 شخص.
9. عائلة فروانة التي استشهد منها 7 أشخاص.
10. عائلة زنون التي استشهد منها 7 أشخاص.
11. عائلة النجار التي استشهد منها 15 شخص.
12. عائلة حسونة التي استشهد منها 14 شخص.
13. عائلة الطلاع التي استشهد منها 12 شخص.
14. عائلة دردونة التي استشهد منها 6 أشخاص.
15. عائلة برهوم التي استشهد منها 17 شخص.
16. عائلة اللداوي التي استشهد منها 8 أشخاص.
17. عائلة زعرب التي استشهد منها 11 شخص.
18. عائلة المطوق التي استشهد منها 24 شخص.
19. عائلة الحشاش التي استشهد منها 11 شخص.
20. عائلة قشطة التي استشهد منها 32 شخص.
21. عائلة المغاري التي استشهد منها 30 شخص.
22. عائلة أبو وردة التي استشهد منها 23 شخص.
23. عائلة ورش أغا التي استشهد منها 15 شخص.
24. عائلة الأسطل التي استشهد منها 61 شخص.
25. عائلة أبو حطب التي استشهد منها 11 شخص.
26. عائلة أبو حصيرة التي استشهد منها 21 شخص.
27. عائلة ملكة التي استشهد منها 41 شخص "العائلة بأكملها".